# 産経新聞西部本部
産経新聞西部本部（さんけいしんぶんせいぶほんぶ）は、2009年10月1日から九州本土と山口県向けに産経新聞（九州・山口版）（朝刊単独）を発行する株式会社産業経済新聞社（産経新聞）大阪本社内の組織である。2009年4月1日、九州総局内に社長直轄の部署として発足した。2009年4月1日～2012年5月31日の名称は「産経新聞社九州・山口本部」（さんけいしんぶんしゃ・きゅうしゅう・やまぐちほんぶ）だったが、2012年6月1日付を以って現組織名に変更している。正式名称は「株式会社 産業経済新聞社 大阪本社 西部本部」。

## 概要
これまで九州地方の産経新聞は、大阪市浪速区の大阪本社で午後6時（18時）に編集が締め切られる早版（6版）をベースとし、産経新聞印刷北摂工場（大阪府摂津市）で印刷、伊丹空港から福岡空港まで航空便で発送していたが、早版は掲載されているニュースの多くや連載物（産經抄、朝の詩、正論、小説、漫画『サラリ君』（2010年3月31日連載終了）、『ひなちゃんの日常』）などが1日遅れとなっていた。
この状況を改善するとともに、圧倒的保守王国であるにもかかわらず新聞系メディアの普及に特殊な事情があった山口県の市場を開拓するため、産経新聞社は2008年（平成20年）12月11日、毎日新聞社と提携して産経新聞の九州現地印刷を行うことで基本合意した。印刷工場は毎日新聞西部本社の鳥栖工場（佐賀県鳥栖市、正式には子会社の「毎日新聞九州センター鳥栖印刷工場」）を使用し、2009年10月1日付から「産経新聞九州・山口特別版」という名称で印刷を開始した。当初は大阪本社発行版を九州で印刷して販売する計画だったが、九州の読者のニーズに配慮して九州独自の紙面で発行される事となり、“産経第3の発行本社”として旧「九州・山口本部」を発足させた。九州での現地印刷に伴い、1997年から販売を休止していた山口県内でも産経新聞の発行が再開された。
全国紙の九州進出は、1964年（昭和39年）の読売新聞と日本経済新聞以来45年ぶりで、九州に於いて全国紙主要5紙が発行拠点を置くことになる。産経新聞は九州に拠点を置く全国紙・スポーツ紙の発行本社（支社）で唯一、社名に「西部」の名称を付けていなかったが、2012年6月1日付より、「九州・山口本部」から「西部本部」へ組織変更となった。
九州・山口特別版の第1号（2009年10月1日付）の早版印刷は2009年（平成21年）9月30日午後9時頃、毎日新聞鳥栖工場に産経新聞社社長住田良能（当時）を始めとした産経・毎日両紙の関係者が見守る中行われた。同日付の紙面は「産經抄」で九州発刊のことを取り上げ、九州現地印刷の記念特集のページでは山口県選出でもあった第90代内閣総理大臣安倍晋三、第16代福岡県知事麻生渡、福岡ソフトバンクホークス球団会長王貞治（いずれも当時）らによる祝辞が掲載された。
これとほぼ入れ替わる形で、西日本新聞は2009年3月31日付で、山口県、沖縄県向けの発行を取りやめ両県から撤退している。

### 紙面
九州・山口特別版の紙面は、1面を含む総合・政治面、国際面、経済面、生活面、文化面、スポーツ面、社会面などは東京都千代田区の産経新聞東京本社で製作された記事がベースとなるが、地方版、番組表は大阪本社で製作される。1面のレイアウトは東京本社版と同じ。（創刊当初から2013年3月31日までは日替わりコラムが1頁左上にあったので題字は中央よりやや右に寄っていたが、同4月1日からレイアウトの変更により大阪版と同じ形式となった）また、日付の下に「九州・山口特別版」の囲みがあり、その下に西部本部の住所が載せてある。また日付の下にある「産業経済新聞（サンケイ）英称・THE SANKEI SHIMBUN」（※大阪本社版のみ英称を入れていた）の文字は入っていなかったが、2013年4月1日の紙面刷新で、「産業経済新聞（サンケイ）英称・THE SANKEI SHIMBUN」の文字を入れている。
東京本社製作の紙面データを東京本社から一旦大阪本社に送り、大阪本社から鳥栖市の印刷工場に送信して印刷する方法をとっている。しかし、カラー面は印刷能力の関係で、首都圏、甲信越版では原則ほぼ全ページカラーの東京本社版や大半がカラー面の大阪本社版に比べると非常に少なく、最大で8ページ程度である（東京本社版の仙台で現地印刷される東北向けもカラー面は最大8ページ程度である）。
また山口県のニュースは大阪本社版発行における中国地方向け地方版にも収録されており、山口県東部のうち、広島県、島根県と境を接する地域ではまれに大阪本社版と西部本部版を併売するところがある。
なお、元日付紙面は本紙のみ現地印刷で、添付される各分冊については、従来通り大阪本社の印刷工場で印刷されるものが配布される。また、紙齢（創刊時からのバックナンバー）は大阪で「産業経済新聞」として発刊された1942年（昭和17年）11月1日付からの物を継承している（2009年10月1日付は第24009号）。版建ては11版（東京の12版に相当）と11版☆（最終版。東京の13版に相当）の2版のみ。九州・山口特別版の広告の大半は大阪本社版の近畿（統合版の地域）・中国・四国・中京・北陸で発行される物と同様の内容が掲載されている。また九州・山口特別版の広告営業及び販売営業は創刊当初から2015年9月30日まで大阪本社が請け負っていたが、2015年10月1日付より西部本部が直接担当するようになり、紙面1頁掲載の販売・配達の問い合わせ電話番号も西部本部のものに変更された。

### 販売
九州地区には産経新聞独自の販売店は置いていない。福岡県では産経新聞と報道提携にある西日本新聞のエリアセンター（販売店）を通じて宅配されているが、九州での印刷開始後は毎日新聞の販売店を通じての宅配も行われる。
なお、沖縄県ではこれまで通り大阪本社の最終版（15版→14版　大阪市内向けのもの。地方版・ラテ欄差し替えなし）が空輸で販売される他、東京本社版を独自に取り扱う販売店も存在する。
また、九州・山口版は基本的に紙版のみの設定で、子会社の産経デジタルが販売する産経電子版では大阪・東京両本社の最終版が配信される。2023年7月（新規購読申し込みは6月）までは紙版の宅配と電子版をセットにした 「産経新聞（宅配）＋産経電子版セット」 があり、紙版購読料に200円プラスで紙版・電子版両方の産経新聞が購読できるほか、プラス400円で産経新聞とサンケイスポーツまたは夕刊フジの電子版、プラス600円で産経新聞・サンスポ・夕刊フジすべての電子版が購読できるサービスがあった。2023年8月の紙版の購読料の再値上げに伴い「宅配＋電子版セット」は廃止され、今後は個別に「産経電子版 For 産経iD」に加入しなければならない（その場合でも紙版とのセット割引きは実施していないため、紙版と電子版のそれぞれの購読代金（例として、2023年10月現在の産経新聞電子版は1980円）が別途必要になる）。

### 産経新聞社発行の僚紙について
他の産経系関連新聞のサンケイスポーツと競馬エイトは、当面九州での現地印刷は予定しておらず、宅配の受付も行われていない。SANKEI EXPRESSは2016年（平成28年）3月31日限り、フジサンケイ ビジネスアイも2021年（令和3年）6月30日限りでそれぞれ廃刊するまで、やはり九州での印刷・販売は行われなかった。夕刊フジも2025年（令和7年）1月31日発行の2月1日付限りで廃刊するまで、九州での印刷は行われなかった。
- サンスポは博多駅や小倉駅の売店で大阪本社発行の最終版（京阪神版）を新大阪駅からJR山陽新幹線で輸送してお昼過ぎから発売。テレビ番組表、公営競技のページは差し替えなし。産経電子版有料購読者には毎日午前5時に当日の紙面が配信される。なおかつて西日本スポーツ（現・西スポWEB OTTO!）と協力していた中央競馬のページは、2013年（平成25年）3月に協力関係を解消。その後2023年（令和5年）の紙版終了まで西スポは中日スポーツと協力関係を結んでいた。
- 夕刊フジは大阪本社版の最終版（C版ないしはAC統合版）を同様に山陽新幹線で輸送し、翌日午前から1日遅れで、福岡市内の主要ターミナル（JR九州・西鉄・地下鉄）及び小倉駅の駅売店で販売している（番組表の差し替えはなし）。産経電子版・夕刊フジforAndroid・産経新聞HD有料購読者には日曜日を除く毎日17時に翌日付の紙面が配信される。
- 競馬エイトは大阪本社印刷の出馬確定紙面を輸送し、九州島内のウインズ・パークウインズ・エクセルでは開催前日の午後から、および福岡・北九州都市圏と熊本県の一部コンビニで当日朝から、またコンビニプリント版は前日14時から販売する。
- 週刊Gallopは、2010年8月の小倉・新潟・札幌開催を最後に九州島内の書店・コンビニへの配送を終了しており、以後は『サンスポZBAT!』のサイト上またはAmazon.co.jpで注文するしかない。

## 本部所在地
- 福岡県福岡市中央区渡辺通五丁目23番8号 〒810-0004 サンライトビル 4階

### 管轄の支局・総局
- 九州総局（西部本部内・3階）
※なお本部発足前の「九州総局」は西日本新聞社内（中央区天神一丁目4番1号）にあった。
- 山口支局 ※2013年（平成25年）6月1日 支局を山口県山口市から、下関市に移転した。
- 熊本支局 ※2014年（平成26年）1月1日 「南九州支局」に改称された。
- その他、九州・山口の各地にある通信部も大阪本社管轄から委譲された。
- 九州総局と山口支局は、「九州・山口特別版」創刊前から存在していた。その後、熊本に支局を設けたのは熊本市が九州で3番めとなる政令指定都市となり、産経新聞西部本部発足後、初の支局として2013年（平成25年）2月1日付で設置され、3月19日より取材等の業務を開始。

## 購読料
産経新聞は全国一律月ぎめ2950円（東京本社管内全域及び大阪本社管内の統合版地域。大阪本社の朝夕刊セット地域=主に京阪神都市圏のみは月ぎめ3925円）だったが、九州・山口特別版のみ50円値上げし、2009年10月から3000円となっているが、2014年4月からは3085円に値上げされた。これは同年5月26日付の九州版紙面に社告 したもので、社外工場への印刷委託や取材態勢の強化にあたり大幅なコスト増となるのが理由である。
その後、印刷や輸送費コストなどの高騰を受け、2021年8月1日付から3400円（大阪のセット版地域は4400円）、さらに2023年8月1日から3900円（同4900円）に月ぎめ購読料が値上げされた。
なお、九州・山口特別版の一部売りは他地域と同様100円で販売されているが、2014年4月から10円値上げされ110円となる。これは、2014年3月19日付の九州・山口特別版紙面に社告したものである。2021年8月1日から10円値上げされ120円となる。

## 番組表
上記でも述べている通り、「九州・山口特別版」の番組表は大阪本社で製作されている。
- 東京・大阪の両本社版が各府県ごとの編集であるのに対し、九州・山口特別版は県別編集をせず「準広域版」となっており、収録局が多い。このため、番組表は主に福岡県の局をメイン（「九州東（北九州・大分・山口）版」は山口県も）として掲載し、それ以外はハーフサイズ以下での掲載となっている。さらに両本社版の番組表に比べ、1局あたりのスペースがかなり細い。
- 東京・大阪の両本社版では最終面下段にBS（NHKと在京キー局系のものとWOWOWプライム[注釈 7]）を載せているが、九州・山口版は地上波民放局の掲載(収録)放送局が多くスペースが足りないため、ごく一部を除いてBSは中頁に掲載している。
- 本来なら産經新聞の地方版（関東・近畿除く）では、慣例で産經直結のFNS系列（福岡県・佐賀県であればTNCテレビ西日本・STSサガテレビ）を民放で最も左端に掲載するが、九州・山口版では委託印刷してもらっている毎日新聞への配慮としてRKBが最も左端で、TNCはその次、STSはハーフサイズ（九州東では未収録）である。
- NHKテレビについては、プリセットチャンネルIDが福岡県・鹿児島県とその他で異なる[注釈 8]ので、本来各局の電話番号を記載する箇所[注釈 9]に、「福岡・鹿児島（3）その他（1）」としている。但し、以前はチャンネルIDの表記はされていなかった（大阪本社発行の北陸版、伊賀版と同様の扱いであった）。
- 紙面構成の都合でTVQ九州放送は在福民放テレビ局で唯一、NHK Eテレとともにハーフサイズでの掲載である。産經新聞でこれと似たケースはアナログ放送終了前日までの岡山県版（大阪本社発行）におけるテレビせとうちの扱いがあった。
  - 他の全国紙の福岡県版・佐賀県版、福岡・佐賀各県の地元紙である西日本新聞・佐賀新聞はフルサイズである。
- 長崎県の五島列島、鹿児島県の奄美諸島では輸送事情の関係で、全国紙・地方紙（西日本新聞・県域新聞とも）全てが昼から遅い地域では翌日の朝刊配達時間相当の配達となるが、「準広域版」である関係上「明日のテレビ（休刊日の場合は「明後日のテレビ」）」のコーナーは掲載されていない（これは後述の西部本部発足前から同様である）。
- 番組解説記事にて、番組タイトルの後に記載される放送局系列名は在阪準キー局のものである。
  - MBS系=TBS系列
  - ABC系=テレビ朝日系列
  - カンテレ系=フジテレビ系列
  - 読売系=日本テレビ系列
  - 大阪系=テレビ東京系列

### 2019年[7]以降
最終面のテレビ欄が、2009年以前のように九州・山口版（地区表示も「九州・山口」）と統一された。

#### 最終面（2024年5月現在）
| 種別/県別          | 福岡県内                                                                | 福岡県外     | 福岡県内     | 福岡県外                                                         | 福岡県内         | 福岡県外 |
| 種別/県別          | フルサイズ                                                              | フルサイズ   | ハーフサイズ | ハーフサイズ                                                     | クォーターサイズ | クォーターサイズ |
| ------------------ | ----------------------------------------------------------------------- | ------------ | ------------ | ---------------------------------------------------------------- | ---------------- | --- |
| 地上波デジタル放送 | - NHKテレビ（総合） - RKB毎日 - TNCテレビ西日本 - KBC九州朝日 - FBS福岡 | （該当無し） | - テレQ      | - サガテレビ - テレビ山口 - 山口放送 - 山口朝日放送 - テレビ熊本 | - NHK Eテレ      | - テレビ大分 - 大分放送 - OAB大分朝日放送 - 熊本放送 - NBC長崎放送 - テレビ長崎 - 長崎文化 - 長崎国際テレビ - ｋｋｔ！ - 熊本朝日放送 |
| BSデジタル放送     | （該当無し）                                                            | （該当無し） | （該当無し） | - NHK BS - BS10                                                  | （該当無し）     | （該当無し） |

#### 中面（2024年5月時点）
| 放送波                            | 種別               | 収録放送局 |
| --------------------------------- | ------------------ | --- |
| 地上波デジタル放送                | 地上波デジタル放送 | - 南日本放送 - 鹿児島放送 - 鹿児島読売テレビ - 鹿児島テレビ - テレビ宮崎 - 宮崎放送                                    |
| BSデジタル放送                    | BSデジタル放送     | - BS日テレ - BS朝日 - BS-TBS - BSテレ東 - BSフジ - BS11 イレブン - BS12 トゥエルビ - WOWOW（プライム、ライブ、シネマ） |
| CSデジタル放送                    | CSデジタル放送     | （該当無し） |
| ラジオ （すべてクォーターサイズ） | AM                 | - NHK第1 - NHK第2 - 宮崎 - KBC九州朝日 - 長崎 - RKK熊本放送 - RKB毎日 - 大分 - 山口                                    |
| ラジオ （すべてクォーターサイズ） | 短波               | （該当無し） |
| ラジオ （すべてクォーターサイズ） | FM                 | - NHK-FM - FM福岡 - FM大分 - FM鹿児島 - LOVE FM - エフエム佐賀 - FM宮崎 - CROSS FM - FM長崎 - FM熊本 - エフエム山口    |

### 2009年10月1日以後
最終面のテレビ欄が概ね東西に分かれて掲載されるようになった。地区表示に「山口」が入るか否かの違いだけであり、入るほうが概ね「九州東」、入らないほうが「九州西」となる。
「九州・山口」表記（九州東）
福岡県東部（北九州・筑豊地区）・大分県・山口県
「九州」表記（九州西）
上記以外の九州地方（福岡県は福岡・筑後地区）

#### 最終面（2018年10月時点）
| 種別/県別                                                        |                                                                         |                                        |                       | |                              |
| 種別/県別                                                        | 地上波デジタル放送                                                      | 地上波デジタル放送                     | 地上波デジタル放送    | 地上波デジタル放送 | BSデジタル放送               |
| 種別/県別                                                        | 福岡県内                                                                | 福岡県外                               | 福岡県内              | 福岡県外 | BSデジタル放送               |
| 種別/県別                                                        | フルサイズ                                                              | フルサイズ                             | ハーフサイズ以下      | ハーフサイズ以下 | ハーフサイズ以下             |
| ---------------------------------------------------------------- | ----------------------------------------------------------------------- | -------------------------------------- | --------------------- | --- | ---------------------------- |
| 九州東 （福岡県北九州・筑豊 山口県 大分県）                      | - NHKテレビ（総合） - RKB毎日 - TNCテレビ西日本 - KBC九州朝日 - FBS福岡 | - テレビ山口 - 山口放送 - 山口朝日放送 | - NHK Eテレ - TVQ九州 | - テレビ大分 - 大分放送 - OAB大分朝日放送 - さんいん中央テレビ※ - TSSテレビ※ - テレビ愛媛※ ※エリア外のFNS3社はクォーター以下 | - NHK BS1 - NHK BSプレミアム |
| 九州西 （福岡県福岡・筑後 佐賀県 長崎県 熊本県 宮崎県 鹿児島県） | - NHKテレビ（総合） - RKB毎日 - TNCテレビ西日本 - KBC九州朝日 - FBS福岡 | （該当無し）                           | - NHK Eテレ - TVQ九州 | - サガテレビ - テレビ熊本 - 熊本放送 - ｋｋｔ！ - 熊本朝日放送 - NBC長崎放送 - テレビ長崎 - 長崎文化放送 - 長崎国際テレビ    | - NHK BS1 - NHK BSプレミアム |

#### 中面（2018年10月時点）
| 放送波                            | 種別               | 収録放送局 |
| --------------------------------- | ------------------ | --- |
| 地上波デジタル放送                | 地上波デジタル放送 | - 南日本放送 - 鹿児島放送 - 鹿児島読売テレビ - 鹿児島テレビ - テレビ宮崎 - 宮崎放送 |
| BSデジタル放送                    | BSデジタル放送     | - BS日テレ - BS朝日 - BS-TBS - BSテレ東 - BSフジ - WOWOW（プライム、ライブ、シネマ） - スターチャンネル（1、2、3） - BS11 - トゥエルビ - BSスカパー! - Dlife - FOX bs238 - BS日本映画専門チャンネル - 放送大学（キャンパスon、ex、ラジオ） |
| CSデジタル放送                    | CSデジタル放送     | - 宝塚スカイステージ - 時代劇専門チャンネル - フジテレビONE |
| ラジオ （すべてクォーターサイズ） | AM                 | - 第一NHK第二 - KBC九州朝日 - RKB毎日 - 長崎 - 大分 - 宮崎 - RKK熊本放送 - 山口 |
| ラジオ （すべてクォーターサイズ） | 短波               | - ラジオNIKKEI |
| ラジオ （すべてクォーターサイズ） | FM                 | - NHK-FM - LOVE FM - CROSS FM - FM福岡 - エフエム佐賀 - FM長崎 - FM大分 - FM宮崎 - FM熊本 - FM鹿児島 - エフエム山口 |

- ラジオ欄の場合、紙面スペースの関係で南日本放送は載せていない。NBCラジオ佐賀[注釈 10]も載せていなかったが、2022年春改編で編成が統合され、長崎で製作しても佐賀で製作しても両県で流れる形へ変わった。
- BS&CSでは、2010年5月7日付より時代劇専門chとGAORAが、また7月26日付から日本映画専門チャンネルが新たに追加収録された。しかし翌年7月24日、アナログ放送終了に伴いGAORAが一旦姿を消した。同年10月1日、GAORAはキッズステーション枠との入れ替えにより掲載を再開したが、2012年3月16日付を以って掲載終了した。2014年1月6日付より、フジテレビCS(ONE・TWO・NEXT)とJ SPORTSが新たに加わった。さらに、2014年2月1日付より、「テレビ西日本」→「TNCテレビ西日本」と表記になった。そして、2014年3月31日付を以ってJ SPORTSとフジテレビCS（TWO・NEXT）の掲載を終了し。同年4月1日付からは、フジテレビONEのみ掲載。

### 2009年9月30日以前（大阪本社発行の九州版）
※いずれも全県共通

#### 最終面（2009年9月以前）
| 種別/県別 | 福岡県内                                                             | 福岡県内                   | 福岡県外・衛星放送                                                                                            |
| 種別/県別 | フルサイズ                                                           | ハーフサイズ以下           | ハーフサイズ以下                                                                                              |
| --------- | -------------------------------------------------------------------- | -------------------------- | --- |
| 地上波    | - NHK教育 - NHK総合 - テレビ西日本 - RKB毎日 - KBC九州朝日 - FBS福岡 | （ハーフサイズ） - TVQ九州 | （クォーターサイズ） - 山口放送 - テレビ山口 （クォーター以下） - 長崎文化 - 宮崎放送 - テレビ大分 - 大分放送 |
| BS        | （該当なし）                                                         | （該当なし）               | （1/3サイズ） - NHK衛星第1 - NHK衛星第2 - WOWOW                                                               |

#### 中頁（2009年9月以前）
| 放送波         | 種別           | 収録放送局 |
| -------------- | -------------- | --- |
| BSデジタル放送 | BSデジタル放送 | - NHKハイビジョン - BS日テレ - BS朝日 - BS-TBS - BSジャパン - BSフジ - WOWOWデジタル - スター・チャンネルBS - BS11 - TwellV |
| CSデジタル放送 | CSデジタル放送 | - 宝塚スカイステージ - キッズステーション - 放送大学（テレビ・ラジオ）                                                      |
| ラジオ         | AM             | - 第一NHK第二 - RKB毎日 - KBC九州朝日 - 長崎 - 山口 - 大分 - RCC - BSS - 西日本 - 南海 - 四国                               |
| ラジオ         | FM             | - NHK-FM - FM福岡 - CROSS FM - FM長崎 - FM山口 - FM大分 - 広島FM - FM山陰 - FM愛媛                                          |
| ラジオ         | 短波           | - ラジオNIKKEI |

- 大阪本社の6版発行時代は掲載スペースの都合で、主に福岡県を中心に山口県を含む北・中部エリアの局が収録され、この時は民放の最初はFNS系のTNCだった。そのためテレビ面ではいわゆる「平成新局」の多くと、FNS系でもサガテレビ・テレビ宮崎、およびテレビ熊本・鹿児島テレビを含む熊本県・鹿児島県は全局とも番組表が掲載されていなかった。ラジオについても福岡県・長崎県・大分県と、特に大分県と宮崎県沿岸で瀬戸内海地域の放送が受信できることに配慮し、広島県・山陰地方・四国地方の民放ラジオ局を収録するにとどまり、他の県は掲載されていなかった。
- テレビ欄にはGコードは掲載されていなかった。これは2011年に地上波テレビがデジタルに一本化され、そのデジタル放送でGコードは利用されないことを踏まえている。